# Satsuki Igarashi
Satsuki Igarashi (いがらし寒月 Igarashi Satsuki) es miembro del grupo de artistas femeninas creadoras de manga, CLAMP. Su labor en el equipo incluyen la coordinación de producción, columnista de revista, y portavoz del grupo, además de ser la diseñadora de los personajes de la serie Chobits y artista principal de Tsubasa: Reservoir Chronicle y xxxHoliC.
Al igual que las otras miembros de CLAMP, cambió su nombre de 五十嵐さつき(Igarashi Satsuki) a いがらし寒月 (Igarashi Satsuki) en el 2004, como parte del 15.º aniversario de CLAMP deseando probar nuevos seudónimos.

## Perfil
- Fecha de nacimiento: 8 de febrero de 1969
- Tipo de sange: A
- Lugar de nacimiento: Kioto, Japón (creció en Shiga)